# Caseggiato di Bacco e Arianna

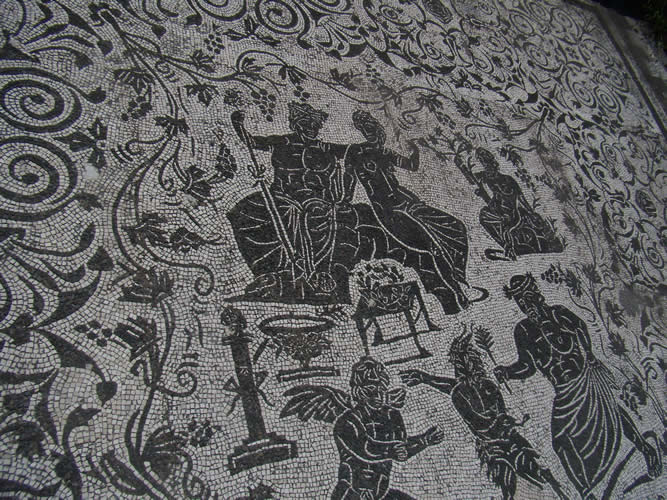
Mosaik mit Bacchus und Ariadne

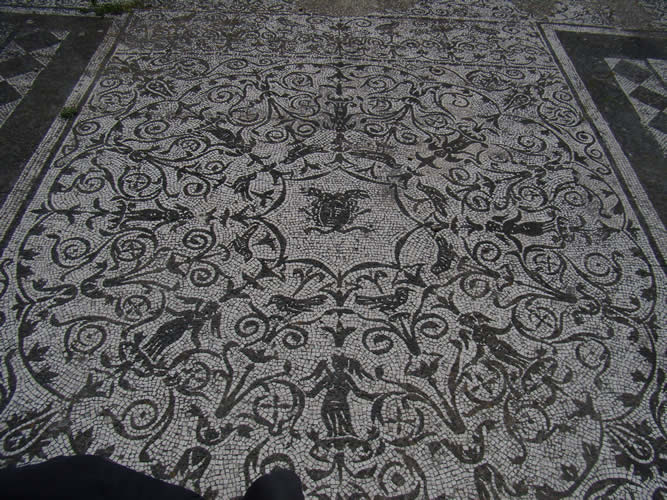
Mosaik mit Gorgonenhaupt

Der Caseggiato di Bacco e Arianna (III,XVII,5) (Haus des Bacchus und der Ariadne) befindet sich in Ostia. Es handelt sich um die Reste eines repräsentativen antiken Privathauses. Es ist vor allem wegen seiner gut erhaltenen Mosaiken bemerkenswert. 
Das Haus wurde wahrscheinlich unter Hadrian in der ersten Hälfte des 2. Jahrhunderts n. Chr. errichtet. Über den Eingang des Hauses gelangte man direkt in das Atrium mit einem Wasserbecken in der Mitte. Ursprünglich gab es hier eine Tür, die zu dem nebenan liegenden Serapistempel führte, im 4. Jahrhundert jedoch zugemauert wurde. Dies lässt vermuten, dass in dem Haus Priester des Serapis lebten. Nördlich vom Atrium befindet sich eine Portikus mit Ziegelpfeilern. Der Boden ist mit einem geometrischen Mosaik dekoriert. Von der Portikus gehen vier Räume ab. Der größte von ihnen ist mit einem Mosaik dekoriert, das Bacchus und Ariadne in der Mitte zeigt. Daneben finden sich Eros und Pan sowie ein alter Silen. Die Szenen finden sich innerhalb floraler Motive. Das Mosaik wird in die Zeit Hadrians datiert. Im Nachbarraum befindet sich ein weiteres Mosaik mit einem Gorgonenhaupt in der Mitte und Vögeln und Weinranken darum angeordnet. Dieser Raum war wahrscheinlich das Esszimmer des Hauses.
Am Ende des dritten oder im vierten Jahrhundert wurde im Atrium ein Springbrunnen installiert. 
Das Haus ist bisher noch nicht vollkommen ausgegraben.